# Pascan Aviation
Pascan (Code AITA : P6 ; Code OACI : PSC) est une compagnie aérienne québécoise.

## Historique
Fondée en 1999 par Serge Charron, un ancien du Service aérien gouvernemental, Pascan effectue des vols réguliers, des vols nolisés ainsi que des vols d'évacuation médicale au travers du Québec, du Labrador et de l'Ontario. Le siège social est situé sur le site de l'aéroport de Saint-Hubert sur le Rive-sud de Montréal. Pascan est aussi un Organisme de Maintenance Agréé (OMA) par Transport Canada pour l'entretien d'aéronefs BAe Jetstream, SAAB, et Pilatus. À la suite d'une restructuration financière, Pascan Express a été dissoute et en 2017, une nouvelle compagnie du nom de Pascan a été fondée. Pascan reprend donc les actifs de l'ancienne compagnie sous la direction de M. Julian Roberts et M. Yani Gagnon. Pascan crée un nouveau logo en février 2017 pour représenter la nouvelle entreprise.[réf. nécessaire]

## Destinations quotidiennes
Pascan dessert actuellement 8 villes quotidiennement.
- Longueuil (CYHU) (Montréal Métropolitain)
- Québec (CYQB)
- Bonaventure (CYVB)
- Gaspé (CYGP)
- Les Îles-de-la-Madeleine (CYGR)
- Saint-Jean (Nouveau-Brunswick) (CYSJ)
- Halifax (CYHZ)
- Sydney (Nouvelle-Écosse) (CYQY)

## Flotte
En mars 2025, Transport Canada indique 14 appareils immatriculés au registre des aéronefs

## Centre de services aéronautiques
Les installations FBOFixed based operator de Pascan à Montréal (Saint-Hubert) permettent le stationnement permanent ou temporaire des aéronefs autres que ceux de la flotte de Pascan Des carburants de type 100LL et Jet A1 sont offerts. La compagnie offre aussi l'assistance pour les services de groupe électrogène au sol, de location de voitures et d'hébergement.

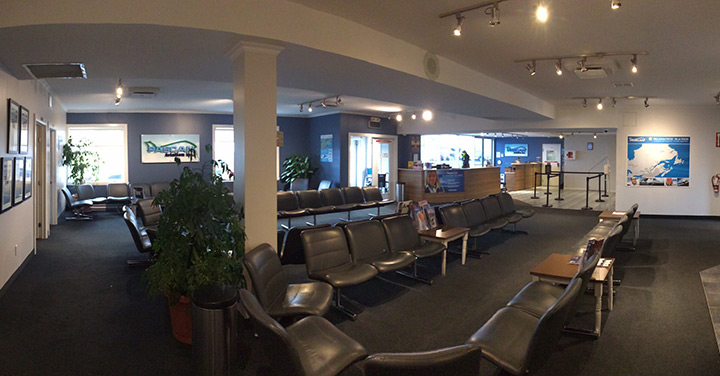
L'aérogare de